# Estnisches Seefahrtsmuseum

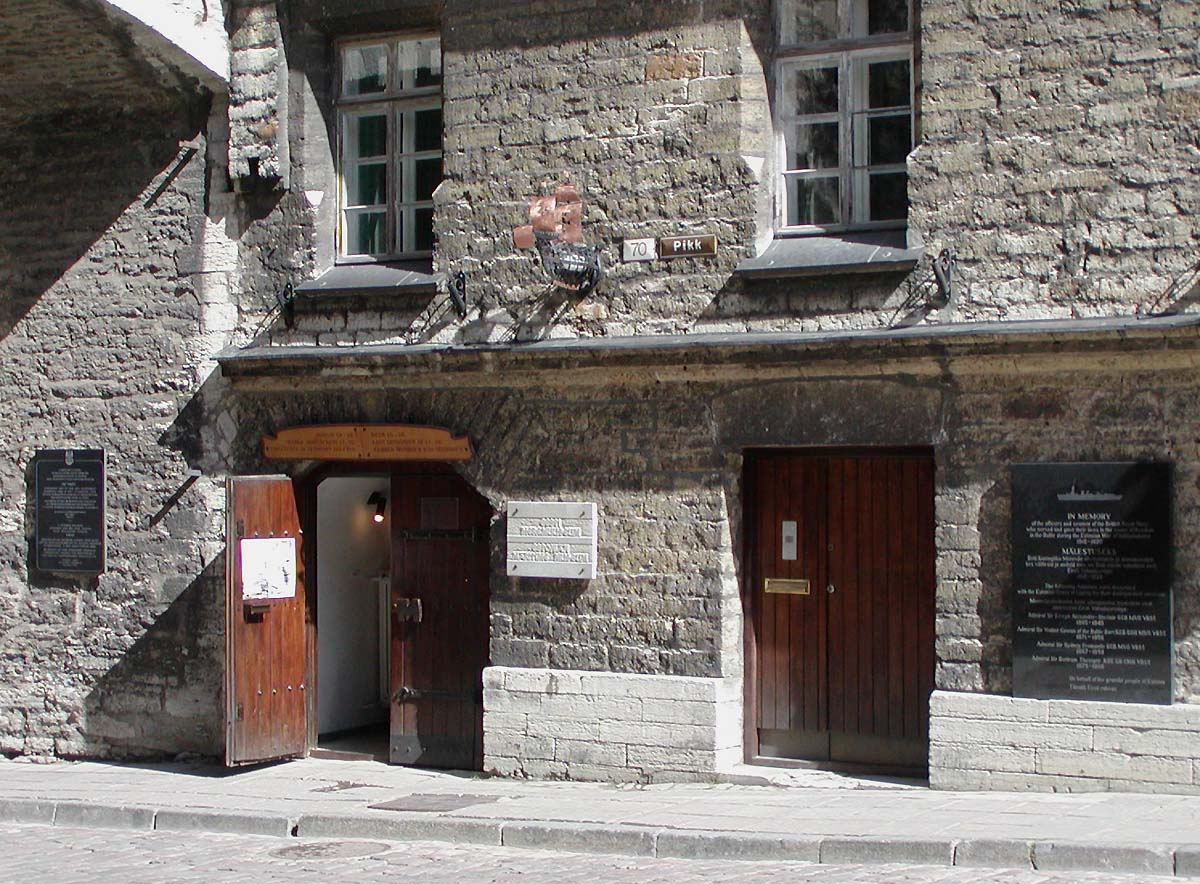
Eingang zum Estnischen Seefahrtsmuseum

Taucheranzug im Museum

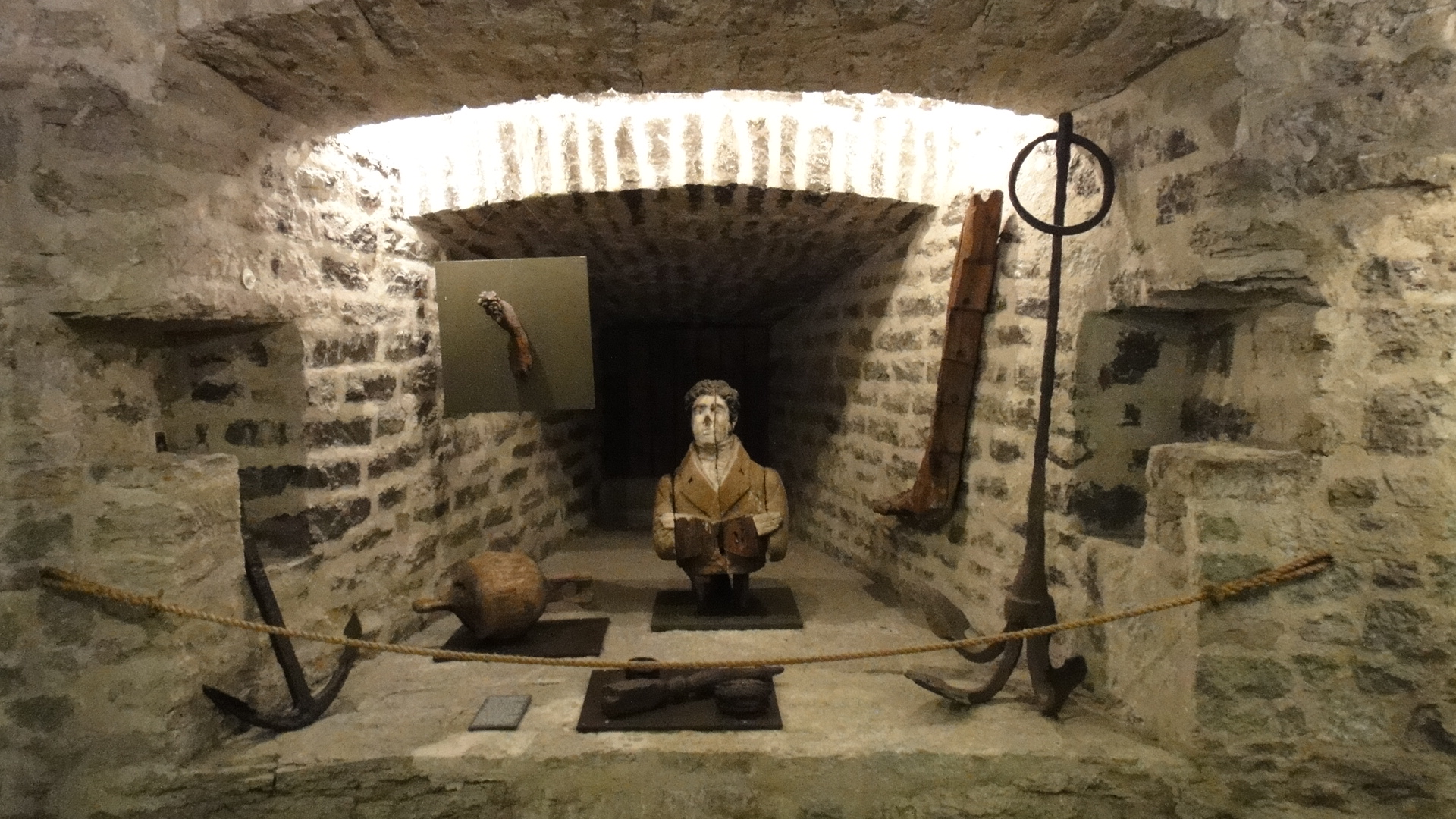
Ausstellungsstücke

Das Estnische Seefahrtsmuseum (estnisch Eesti Meremuuseum) ist ein Museum zur Geschichte der Seefahrt in der estnischen Hauptstadt Tallinn (Reval).

## Lage
Der Sitz des Museums befindet sich im zur Revaler Stadtbefestigung gehörenden Kanonenturm Dicke Margarethe am Nordende der Langstraße (estnisch Pikk). Eine Außenstelle des Museums befindet sich in Lennusadam, dem Tallinner Wasserflugzeughafen.

## Geschichte
Eine Sammlung nautischen Materials begann bereits Ende der 1920er Jahre. Am 2. September 1931 erschien ein Aufruf zur Sammlung maritimer Objekte. Eine erste Ausstellung interessanterer Stücke erfolgte in zwei kleinen Räumen. Diese Ausstellung kann als Vorläufer des heutigen Museums betrachtet werden. Am 24. Dezember 1934 wurde vom Direktor der Wasserstraßenbehörde eine Weisung zur Gründung eines Museums erlassen. Als Räumlichkeiten wurden Räume am Baikow-Ufer zugewiesen. Die Initiative zur Gründung des Museums war von ehemaligen Kapitänen und Matrosen ausgegangen. Zur Initiativgruppe zur Gründung des Museums gehörten Madis Mei, Evald Past, Aleksander Heinmaa, August Gustavson und Evald Avik, der Direktor der Wasserstraßenbehörde.
Die feierliche Eröffnung des Museums erfolgte am 23. Februar 1935. Anwesend waren 360 Gäste, darunter auch der estnische Staatschef. Erster Museumsdirektor wurde Madis Mei. Nach der Besetzung Estlands durch die Sowjetunion wurde das Museum an seinem bisherigen Standort geschlossen und die Sammlung in die Neue Hafenstraße (estnisch: Uus-Sadama) in Reval verlagert. Nach dem Tode Meis am 17. Dezember 1940 wurde Benjamin Valter neuer Museumsdirektor. Durch die Unsicherheiten des Zweiten Weltkriegs entschloss man sich jedoch die Sammlung nicht zu zeigen, sondern im Keller des historischen Wehrturms Kiek in de Kök in der Revaler Altstadt einzulagern. Dort überstand sie den Krieg unbeschadet, während das ehemalig genutzte Gebäude zerstört wurde.
Nach Kriegsende wurde die Sammlung dem städtischen Museum und zum Teil auch in das Museum der estnischen Stadt Hapsal sowie der estnischen Insel Ösel übergeben. Am 18. August 1959 wurde im städtischen Museum eine maritime Abteilung mit zwei Mitarbeitern eingerichtet. Die Sammlung wurde in den Matrosenklub überführt. Im Juli und August 1960 fand eine Ausstellung zum Thema Estland und das Meer statt. Am 1. Juli 1961 wurde das Museum dann wiedergegründet. Die Leitung übernahm Ants Pärna. Die Eröffnung für Besucher fand nach umfangreichen Vorbereitungen und Suche nach geeigneten Räumlichkeiten dann am 22. Oktober 1965 statt. Das Museum wurde in Nebengebäuden der Dicken Margarethe untergebracht. Der Turm selbst war zu diesem Zeitpunkt noch ruinös und ohne Dach. Seine Sanierung war jedoch bereits geplant. Im Zuge der Durchführung der Olympischen Sommerspiele 1980, deren Segelwettbewerbe in Tallinn stattfanden, sollte dann auch die Sanierung des Turms durchgeführt werden. Das Museum wurde daher am 26. Dezember 1977 geschlossen. Aufgrund von Bauverzögerungen kam es jedoch nicht zur Neueröffnung vor den Spielen, so dass man während der Spiele nur eine temporäre Ausstellung zeigte.
Die tatsächliche Eröffnung des Museums im heutigen Standort in der Dicken Margarethe erfolgte am 27. April 1981.
Da sehr große Exponate und insbesondere historische Schiffe nicht in der Dicken Margarethe bzw. deren Umfeld gezeigt werden können, ergab sich die Idee eine Außenstelle zu eröffnen. Anfang des 21. Jahrhunderts wurden Museumsschiffe zum Kai am Wasserflugzeughafen gebracht. 2010 begann die Sanierung des dortigen alten Hangars. Am 11. Mai 2012 wurde die Außenstelle im Lennusadam mit einer Ausstellungsfläche von 6.500 m² dann eröffnet.

## Ausstellung
Das Museum zeigt in der Dicken Margarethe auf vier Etagen Ausstellungen zu Themen rund um das Leben auf und mit dem Meer. Es werden Aspekte wie Fischerei, Schiffbau, Häfen und Navigation behandelt. Unter anderem werden mehr als 100 Schiffsmodelle gezeigt. Im Erdgeschoss befindet sich ein Museumsladen. Auf dem Dach des Turms wird in den Sommermonaten ein Café betrieben.

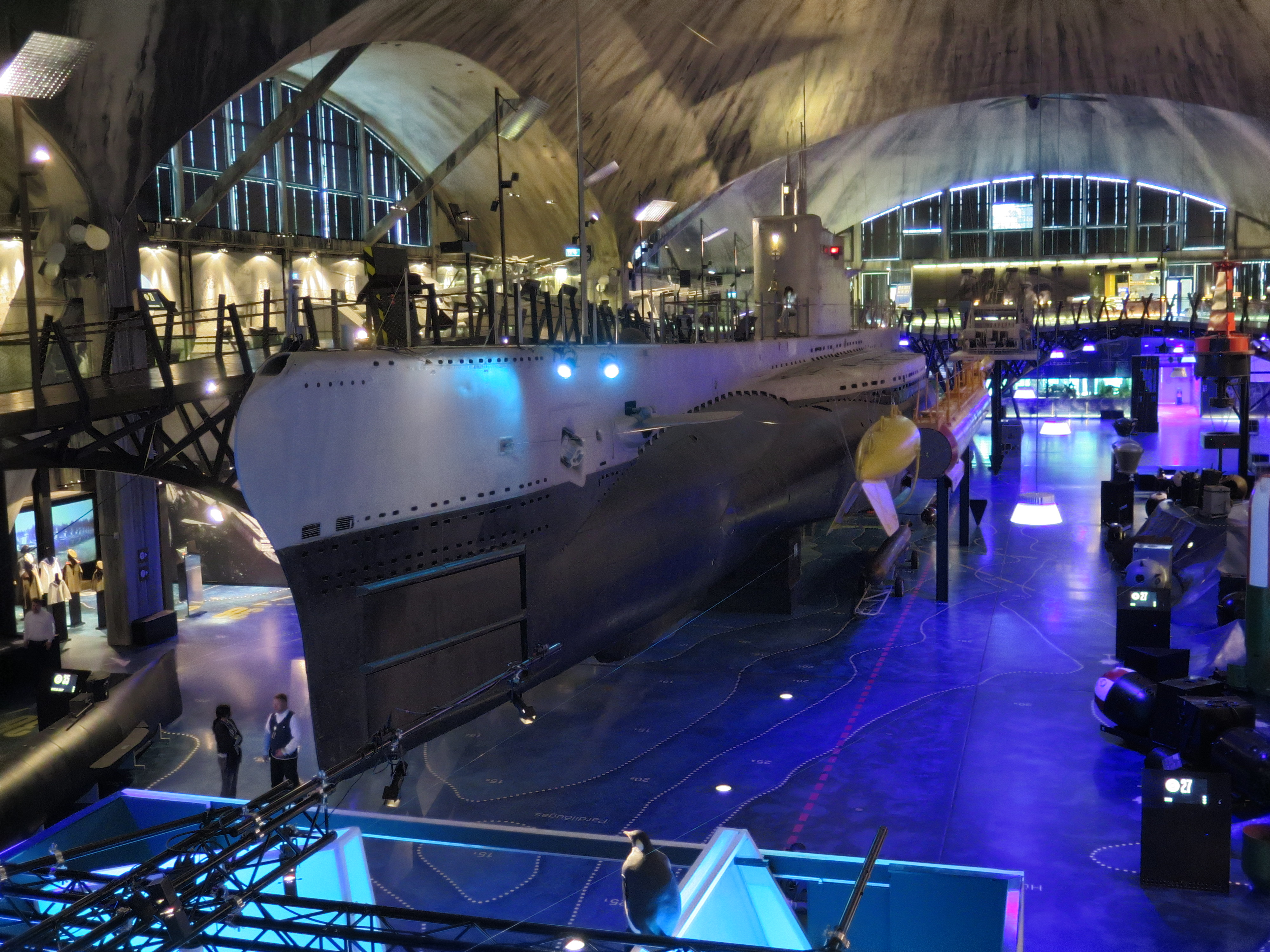
U-Boot Lembit im Lennusadam

In der Außenstelle Lennusadam werden historische Schiffe ausgestellt, darunter das U-Boot Lembit.